# 戸部の蛙
戸部の蛙（とべのかえる）とは、郷土玩具の一種。愛知県名古屋市で生産される。

## 概要
土を材料とし、手捻りによって作られる。一匹の蛙の背中の上にもう一匹の蛙が乗ったものや、蛙が相撲を組んでいるものなど、種類は多彩で30種類近くにも及ぶ。昭和時代までは作り手がいたものの、それ以降はほとんど作られなくなった。

## 由来
かつて戸部城という城があったが、この城の城主の戸部政直は暴虐であり、行列の目の前を横切る人を無差別に斬り捨てた。そのため、巷間には「山崎越えたら戸部戸部」という揶揄の言葉が飛び交った。戸部城近隣の一帯には蛙が多く棲息しており、斬り捨てられた首が跳ぶのと蛙が跳ぶのを掛けた言葉遊びであったという。山崎は山崎川を指し、名古屋市南区戸部町に地名が残る。
また、目の前を横切るものは何でも無礼打ちにしていた新左衛門の前を、ある日、1匹のトノサマガエルが横切った。誰もが斬られると思ったが、新左衛門はカエルの跳ぶ速さに心を奪われ、カエルは斬られなかった。この言い伝えから「命拾いをして無事にカエル」といった願いを込め、瓦職人が粘土でカエルを作り、笠寺観音の参道で売ったのが始まりとも言われる。